# MorphOS
 (juin 2020).
Si vous disposez d'ouvrages ou d'articles de référence ou si vous connaissez des sites web de qualité traitant du thème abordé ici, merci de compléter l'article en donnant les références utiles à sa vérifiabilité et en les liant à la section « Notes et références ».
MorphOS est un système d'exploitation créé en 1999 dans le but d'être une évolution de l'AmigaOS, alors en état de développement très faible. Il est principalement destiné aux machines Pegasos à l'origine. Son logo est représenté symboliquement par un papillon bleu (le Morpho bleu).

## Genèse

Évolution du système d'exploitation de l'Amiga à partir de la version 3.1

MorphOS est un successeur alternatif de l'AmigaOS Classic (version allant du 1.1 au 3.9) qui était destiné aux machines à base de Motorola 68000, éventuellement accéléré pour les processeurs PowerPC.
La nouvelle version du système d'exploitation est destinée au PPC uniquement, et utilisée notamment sur les « Pegasos », eux-mêmes successeurs des machines à processeur 68k.
Il n'a pas été développé par Amiga inc. mais se veut 100 % compatible avec les logiciels destinés à AmigaOS.

## Caractéristiques
MorphOS est un système d'exploitation qui combine à la fois modularité d'exécution et facilité d'utilisation dans un ensemble de fonctions assez léger. Le chargement complet de la machine s'effectue en quelques secondes. MorphOS mélange des techniques modernes en s'appuyant sur un processeur de génération PowerPC G3, G4 ou G5 tout en conservant des techniques éprouvées issues de l'AmigaOS (comme le multitâche), cela autour de son micro-noyau Quark qui offre par ailleurs des fonctionnalités telles que la protection mémoire et le « ressource tracking ». Ces fonctionnalités, cependant, ne peuvent pas être utilisées par les applications AmigaOS ou les applications MorphOS se servant des anciennes API provenant de la compatibilité avec AmigaOS.
MorphOS permet à la fois l'exécution de code natif PowerPC développé pour lui, et l'exécution de code Amiga « classique » 68k (à 80 % de ses capacités mais 10 fois plus vite que sur un Amiga à base de 68060), à condition que celui-ci n'utilise pas les puces natives Amiga (dans ce cas, il faut utiliser l'émulateur Amiga UAE).

### Un système proche des utilisateurs de l'Amiga
L'organisation du système d'exploitation rappelle complètement l'Amiga et ses utilisateurs retrouveront assez rapidement leurs marques.
Il s'agit par ailleurs d'un système « intelligent » à l'aspect facile à personnaliser tant du point de vue graphique (Intuition, l'interface graphique, est totalement skinable) que du point de vue comportemental (IControl, l'outil de préférences, permet de modifier à peu près tous les comportements). Le bureau, Ambient, est un Workbench totalement repensé en prenant en compte de nombreuses améliorations issues de Directory Opus Magellan. En outre, il existe de nombreux programmes de personnalisation (les commodities) spécifiques à MorphOS ou issues du monde de l'Amiga.
Son architecture plus fermée, à l'inverse d'un PC, permet d'obtenir un code plus robuste. L'une de ses principales limitations est cependant le support des cartes graphiques récentes. Les cartes graphiques supportées sont en effet un peu anciennes (ATI RADEON 7000 à 9800, ATI RADEON X600 à X1950, 3DFX Voodoo 3 à 5, pas de pilotes NVIDIA, etc.).

### Droits et coûts
MorphOS n'est pas un logiciel libre, même si certains de ses composants le sont.
Une version LiveCD gratuite est téléchargeable et installable sur disque dur. Elle est pleinement fonctionnelle mais limitée à 30 minutes d'utilisation avant de fortement ralentir. Un simple redémarrage permet alors de recommencer un nouvel essai de 30 minutes.
L'enregistrement (uniquement en ligne) et le paiement d'une licence d'utilisation permet d'obtenir une clé ne ralentissant plus le système au bout de 30 minutes. Alors que la licence coûtait initialement 150 €, son coût fut réduit à 111,11 € à la suite d'une promotion et la politique tarifaire fut encore revue à la suite de la publication de la version 3.0 du système. Dorénavant, le tarif d'une licence varie en fonction du matériel utilisé et se présente comme suit :
- 79€ pour les PowerMac G5, PowerBook G4, iBook G4, Mac Mini G4, PowerMac G4, Pegasos II (G3 ou G4), Pegasos I, eMac G4 et l'Open Desktop Workstation.
- 49€ pour les EfikaPPC et Sam460.

Une licence acquise reste valable pour les évolutions suivantes du système. Ainsi, un utilisateur ayant acheté une licence à la sortie de la version 2.0 de MorphOS aura le loisir de réutiliser sa licence pour les autres versions de la branche 2 de MorphOS, mais également pour la branche 3 du système. Ceci est valable sans surcoût.
À noter que le liveCD est complet : il contient tout et peut être installé sur disque dur et c'est seulement la clé d'enregistrement qui permet de s'affranchir de la limitation temporelle d'utilisation.
À noter aussi que MorphOS sans limitation est aussi disponible gratuitement jusqu'à la version 1.4.5, (le système n'étant payant que depuis la version 2.0).

### Mises à jour
- La version 2.0 apporta un gros lot d'améliorations et le support de l'Efika.
- La version 2.4 apporta la prise en charge du Mac mini dans sa version PowerPC-G4.
- La version 2.5 apporta la prise en charge de l'iMac G4, dans sa version 1,25 GHz.
- La version 2.6 apporta la prise en charge de la famille PowerMac G4 à partir du modèle AGP ainsi que des cartes graphiques ATI Radeon 9600 et 9700.
- La version 2.7 apporta des corrections de bugs.
- La version 3.0 (publiée en juin 2012) apporta le support des Powerbook G4 ainsi que la gestion des senseurs matériels (température, niveau de charge de batterie), un nouveau lecteur de fichiers PDF, un outil de gravure de CD et DVD intégré au système, un client FTP/SFTP également intégré au système et un lot important d'améliorations du système, de ses modules et de ses applications.
- La version 3.2 apporta la prise en charge de l'iBook G4 et du PowerMac G5.
- La version 3.8 apporta la prise en charge des Sam460ex et Sam460cr.

- La version 3.10 apporta la prise en charge de l'AmigaOne X5000 et introduisit Flow Studio[3].
- La version 3.12 apporta la prise en charge des écrans doubles et actualisa le navigateur Odyssey[4].
- La version 3.14, actuellement disponible sur le site officiel[5], améliora le noyau pour le threading, la pile réseau TCP/IP, la couche d’émulation unix, l’interface utilisateur Magique, le cadre de développement ObjectiveC, et introduisit l’application de surveillance du système ScoutNG, ainsi que des mises à jour de composants open source pour diverses bibliothèques, classes et de nombreux correctifs de bogues[6].

### Support matériel
MorphOS fonctionne sur les ordinateurs suivants :
- Apple Mac Mini G4
- Apple iBook G4
- Apple eMac G4 (modèles à 1.25 et 1.42 GHz uniquement)
- Apple PowerMac G4 depuis le modèle AGP jusqu'au dernier Mirrored Drive Doors (modèles PowerMac 3,1 à 3,6)
- Apple Powerbook G4 (modèles 5,6 à 5,9, soit les modèles 15 et 17 pouces cadencés à 1,5 et 1,67Ghz)
- Apple PowerMac G5 (modèles 7.2 à 7.3)
- bPlan/Genesi Open Desktop Workstation
- Commodore Amiga 1200 (si équipé d'une carte Phase5 BlizzardPPC à base de PowerPC 603e)
- Commodore Amiga 3000 et 3000T (si équipé d'une carte Phase5 CyberStormPPC à base de PowerPC 604e)
- Commodore Amiga 4000 et 4000T (si équipé d'une carte Phase5 CyberStormPPC à base de PowerPC 604e)
- Commodore Amiga 2000 et 2500 (si équipés du prototype Phase5 BlizzardPPC 2604 à base de PowerPC 604)

Ce système supporte les cartes-mères suivantes :
- ACube Sam460ex
- ACube Sam460cr
- bPlan/Genesi Pegasos G3
- bPlan/Genesi Pegasos II G3 & G4
- bPlan Efika 5200b

Les cartes graphiques supportées par MorphOS sont les suivantes :
- ATI Radeon 7100(VE), 7200, 7500, 8500(LE), 9000(pro), 9100(LE), 9200(SE et pro), 9250(SE) en 2D et 3D
- ATI Radeon série R300 (9500, 9600, 9700, 9800) en 2D et 3D
- ATI Radeon série R400 (X800, X850...)
- 3DFX Voodoo séries 3 à 5 en 2D et 3D
- sans accélération 3D : ATI Rage 128, SiS6326, SiS300, SiS305, SiS315, 3Dlabs Permedia 2 et Permedia 2v, XGI Volari V3XT, V5, V5XT, V8(Ultra)

Les cartes et chipset sonores suivants sont supportés :
- audio intégré des cartes-mères produites par bPlan, à savoir Pegasos génération 1 & 2 et Efika 5200B
- audio intégré des Mac Mini, eMac et PowerMac 3,4 à 3,6 (sont donc exclus les premiers modèles de PowerMac G4, même si le système démarre dessus) et PowerBook 5,6 à 5,9
- Creative Labs SoundBlaster Live! (puce Emu10kx)

Les puces réseau suivantes sont supportées :
- chipset 10/100/1000 MBit Ethernet intégré au PowerBook 5,6 à 5,9
- chipset 10/100/1000 MBit Ethernet intégré au PowerMac (sauf modèle PowerMac3,1)
- chipset 10/100 MBit Ethernet de l'eMac
- chipset 10/100 MBit Ethernet du Mac mini (puce Sun GEM)
- chipset 10/100/1000 (GBit) Ethernet du Pegasos 2 (puce Marvell Discovery II)
- chipset 10/100 MBit Ethernet du Pegasos 1/2 (VIA Rhine)
- chipset 10/100 MBit Ethernet de l'Efika (5200B)
- cartes basées sur le chipset Realtek RTL8139C 10/100 MBit
- cartes Wi-Fit basées sur la puce Prism2 (support partiel basé sur un driver externe initialement destiné à AmigaOS 3.x, limité au chiffrement BEP)

Les cartes contrôleurs disque basées sur les puces suivantes :
- cartes Serial PATA basées sur la puce SiI3x1x
- cartes SCSI basées sur les puces Symbios 710, 770, 810, 815, 825, 875 et 89x

### Forces et faiblesses
MorphOS souffre de son côté « alternatif » avec un petit nombre d'utilisateurs (le site http://morph.zone/ recense 3207 licences vendues au 28 mars 2016), ce qui rend sa viabilité commerciale fragile et ralentit son développement (peu de machines et donc peu de développeurs). La bibliothèque de logiciels dédiée reste abondante sur MorphOS Software, MorphOS Storage. et depuis Amiga. En particulier, le pack Chrysalis de l'association WArMUp permet d'obtenir un environnement complet et préconfiguré contenant une sélection de logiciels, jeux et émulateurs pour MorphOS.